# Mémorial Henryk Łasak
Le Mémorial Henryk Łasak (en polonais : Memoriał Henryka Łasaka) est une course cycliste polonaise disputée au mois d'août à Sucha Beskidzka. Créé en 1999, il fait partie de l'UCI Europe Tour depuis 2005, en catégorie 1.1.
Avec trois succès, Cezary Zamana détient le record de victoires.  En 2012, Sylwester Janiszewski remporte la course avant d'être par la suite déclassé après un contrôle positif à l'androstènedione.

## Palmarès
| Année | Vainqueur          | Deuxième              | Troisième           |
| ----- | ------------------ | --------------------- | ------------------- |
| 1999  | Cezary Zamana      | Dimitri Sedun         | Heiko Szonn         |
| 2000  | Jacek Mickiewicz   | Marcin Lewandowski    | Marcin Gebka        |
| 2001  | Piotr Chmielewski  | Zbigniew Piątek       | Krzysztof Jeżowski  |
| 2002  | Cezary Zamana      | Dariusz Wojciechowski | Kazimierz Stafiej   |
| 2003  | Cezary Zamana      | Robert Radosz         | Lubor Tesař         |
| 2004  | Robert Radosz      | Petr Benčík           | Tomasz Lisowicz     |
| 2005  | Marek Maciejewski  | Ondřej Fadrny         | Marcin Osinski      |
| 2006  | Petr Benčík        | Marcin Sapa           | Bartłomiej Matysiak |
| 2007  | Krzysztof Jeżowski | Mateusz Komar         | Daniel Czajkowski   |
| 2008  | Krzysztof Jeżowski | Błażej Janiaczyk      | Mart Ojavee         |
| 2009  | Stefan Schäfer     | Krzysztof Jeżowski    | Mathias Belka       |
| 2010  | Mariusz Witecki    | Tomáš Bucháček        | Marek Rutkiewicz    |
| 2011  | Luka Mezgec        | Blaž Furdi            | Tomasz Marczyński   |
| 2012  | Pas de vainqueur   | Luka Mezgec           | Mieszko Bulik       |
| 2013  | Florian Sénéchal   | Kamil Gradek          | Paweł Cieślik       |
| 2014  | Maciej Paterski    | Paweł Franczak        | Mykhailo Kononenko  |
| 2015  | Alois Kaňkovský    | Vitaliy Buts          | Roman Maikin        |
| 2016  | Paweł Franczak     | Sylwester Janiszewski | Artur Detko         |
| 2017  | Alan Banaszek      | Sylwester Janiszewski | Artur Detko         |
| 2018  | Mateusz Grabis     | Eduard Vorganov       | Martin Boubal       |
| 2019  | Norman Vahtra      | Artur Detko           | Robert Jägeler      |
| 2020  | annulé             | annulé                | annulé              |
| 2021  | Michael Kukrle     | Mateusz Grabis        | Adam Ťoupalík       |
| 2022  | Tomasz Budziński   | Michael Boroš         | Matěj Zahálka       |
| 2023  | Michael Kukrle     | Jakub Kaczmarek       | Karel Camrda        |